# Fag Φ-X174
El fag Φ-X174 és un fag conegut per ser la primera entitat genètica de la que se'n va poder obtenir la seqüenciació sencera del seu ADN el 28 d'abril del 1993. La raó és que té molt poca quantitat d'ADN. Només té 11 gens en 5.386 parells de bases. Diversos d'ells expressant funcions semblants en dos grups. Està format per ssDNA i conté un 44% de GC. El 2003, el grup de recerca de Craig Venter aconseguí sintetitzar in vitro el genoma de ΦX174 a partir essent així mateix el primer genoma a ser enterament sintetitzat a partir de fragments d'oligonucleòtids.